# Râul Urlatul Mic
Râul Urlatul Mic este un curs de apă, un râu din județul Brașov, care izvorăște din munții Ciucaș, și care este al doilea afluent de stânga, din cei patru ai râului Tărlung. 

## Generalități
Râul Urlatul Mic nu are afluenți semnificativi și nici nu trece prin vreo localitate.